# Starz
Starz (ook gestileerd als STARZ) is een Amerikaans betaalde televisienetwerk, opgericht in 1994 en onder eigendom van Lionsgate. De programmering op Starz bestaat uit films die in de bioscoop zijn uitgebracht en originele televisieseries.

## Geschiedenis
Starz werd op 1 februari 1994 gelanceerd, voornamelijk op kabelsystemen die werden beheerd door Tele-Communications Inc. (TCI). De eerste twee films die op het netwerk werden uitgezonden waren dramafilms uit 1992: Scent of a Woman en The Crying Game. Het netwerk werd geëxploiteerd als een joint venture tussen TCI en Liberty Media (beide bedrijven werden bestuurd door John C. Malone).